# Azzeddine Medjoubi
Azzeddine Medjoubi né le 30 octobre 1945 à Azzaba (dans la région de Skikda en Algérie) et mort assassiné à Alger le 13 février 1995, est un acteur algérien et metteur en scène au théâtre algérien.

## Biographie
Azzeddine Medjoubi est fils d'un avocat, originaire de Hammam Guergour (Sétif) ; sa rencontre avec le comédien de théâtre Ali Abdoun l'encourage à faire du théâtre. Il s'inscrit au Conservatoire d'Alger en 1963 et il commence à faire ses premiers pas à la RTA.
De 1965 à 1968, il tente une expérience avec le Théâtre national algérien (TNA) à Alger, mais peu après il retourne à la télévision, avec la décentralisation théâtrale. On le retrouve au théâtre d'Oran, puis il dirige à Saïda deux troupes d'amateurs dans le cadre d'un séminaire des animateurs de théâtre. De retour au TNA, il joue dans Bab El-Foutouh, La Bonne Âme, Les Bas-fonds, Stop et Hafila Tassir.
À la télévision, il a joué dans Journal d'un jeune travailleur, Crime et châtiments, La grande tentative, La Clef et El-Tarfa. Il a assisté Ziani Chérif, Kazdarli et 
Benguettaf. Avant son départ du TNA, il crée, avec Ziani Chérif, Sonia et Benguettaff, la troupe indépendante El-Qalâa (La Citadelle). Il a été distribué dans notamment El-Ayta (1988), Hafila Tassir (nouvelle version, 1990) et Hassaristan (1991).
Il quitte en 1993 la troupe El-Qalâa et met en scène pour le compte du Théâtre régional de Batna Âalem El-Bâaouche qui obtient un prix au Festival international de Carthage et en 1994 pour le compte du théâtre régional de Béjaïa, il monte la pièce El-Houinta (La Boutique). Il est nommé directeur du Théâtre régional de Batna puis celui du Théâtre régional de Béjaia. La même année, il est nommé directeur du Théâtre national algérien. Il a été assassiné par un groupe armé, le 13 février 1995 devant le TNA.

## Filmographie

### Théâtre
- Bab El-Foutouh
- La Bonne Âme
- Les Bas-fonds
- Stop
- Hafila Tassir
- El-Qalâa (La Citadelle)
- 1988 : El-Ayta
- 1990 : Hafila Tassir (Nouvelle version)
- 1991 : Hassaristan
- 1993 : Âalem El-Bâaouche
- 1994 : El-Houinta (La Boutique)

### Cinéma
- 1978 : L'Olivier de Boulhilet de Mohamed Nadir Azizi
- 1993 : Automne, octobre à Alger de Mohammed Lakhdar-Hamina

### Télévision
- Journal d'un jeune travailleur
- Crime et châtiments
- La grande tentative
- La Clef
- El-Tarfa
- Mélodie de l'espoir

## Récompenses
- Meilleure réalisation d'une pièce théâtrale en 1994, El-Houinta (La Boutique).

## Décorations
- Djadir de l'ordre du Mérite national d'Algérie.